# Huanghua (köping i Kina)
Huanghua är en köping i Kina. Den ligger i provinsen Yunnan, i den sydvästra delen av landet, omkring 340 kilometer norr om provinshuvudstaden Kunming. Antalet invånare är 50 032. Befolkningen består av 23 838 kvinnor och 26 194 män. Barn under 15 år utgör 25,0 %, vuxna 15-64 år 66 %, och äldre över 65 år 7,0 %.
Genomsnittlig årsnederbörd är 1 115 millimeter. Den regnigaste månaden är juli, med i genomsnitt 281 mm nederbörd, och den torraste är december, med 7 mm nederbörd.